# هيلين راني

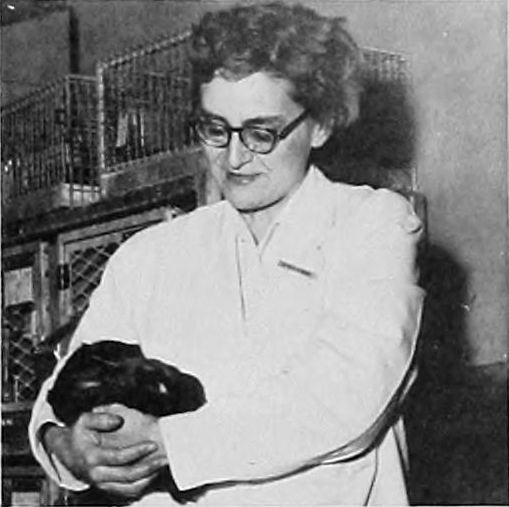
هيلين إم راني ، ج. 1960

هيلين مارغريت راني (5 أبريل 2010 12 أبريل 1920) كانت طبيبة أمريكية و طبيبة لأمراض الدم التي قدمت مساهمات كبيرة للبحث عن فقر الدم المنجلي. 

## النشاة
ولدت راني في سمر هيل مقاطعة كايوجا في نيويورك  حيث كان والديها يديران مزرعة ألبان. كانت والدتها معلمة وشجعها والداها في دراستها وممارسة مهنة احترافية. التحقت بمدرسة من غرفة واحدة عندما كانت طفلة ثم التحقت لاحقًا بكلية بارنارد (تخرجت بامتياز عام 1941) مع خطط أولية لدراسة القانون؛ لكن هنا قررت دراسة الطب قائلة «الطب يحاول إصلاح ما يدرسه». واجهت في البداية عوائق تحول دون استكمال تعليمها الطبي في كولومبيا بناءً على جنسها لكن التغييرات السياسية خلال الحرب العالمية الثانية سمحت لها بقبولها في كلية الأطباء والجراحين  في جامعة كولومبيا . 

## المسار المهني
كانت راني أستاذة في كلية الطب بجامعة هارفارد. كانت أيضًا طبيبة أخصائية في مستشفى بريغهام والنساء. كانت أول امرأة تشغل منصب رئيس رابطة الأطباء الأمريكيين والجمعية الأمريكية لأمراض الدم. كانت أيضًا واحدة من أوائل النساء اللائي تم قبولهن في الجمعية الأمريكية للتحقيقات السريرية وكانت أول امرأة يتم تكريمها كطبيبة متميزة في إدارة المحاربين القدامى.  بدأت أبحاثها عن الهيموغلوبين في عام 1953. كانت أول من استخدم الفصل الكهربائي للورق لفصل الهيموغلوبين البشري، وهو عمل ساعد في فهم وراثة مرض الخلايا المنجلية. في عام 1960 شاركت في تأسيس عيادة الوراثة في كلية ألبرت أينشتاين للطب. 
كانت راني عضوًا في هيئة التدريس وأول رئيسة لقسم الطب في كلية الطب بجامعة كاليفورنيا في سان دييغو . في عام 1973 تم انتخابها عضوًا في الأكاديمية الوطنية للعلوم  ومعهد الطب .  تم انتخابها زميلة في الأكاديمية الأمريكية للفنون والعلوم عام 1975. 

## الجوائز والتكريمات والعضويات
- حصلت الدكتورة راني على جائزة دكتور مارتن لوثر كينج جونيور للإنجاز الطبي في عام 1972 لعملها مع اضطرابات الدم والتي تضمنت الوصف الأول لبنية خلايا الدم غير الطبيعية والعوامل الوراثية المرتبطة بفقر الدم المنجلي. [10]
- رئيسة جمعية الأطباء الأمريكيين (أول امرأة تشغل هذا المنصب).
- طبيبة متميزة في إدارة المحاربين القدامى (أول امرأة يتم تكريمها).
- رئيس الجمعية الأمريكية لأمراض الدم .
- ماجستير في الكلية الأمريكية للأطباء.
- انتخب في عام 1973 في معهد الطب [13] (يسمى الآن الأكاديميات الوطنية للعلوم والهندسة والطب )